# Niltava vivida
Niltava vivida е вид птица от семейство Muscicapidae.

## Разпространение
Видът е разпространен във Виетнам, Индия, Китай, Лаос, Мианмар и Тайланд.